# Cosmești (okręg Teleorman)
Cosmești – wieś w Rumunii, w okręgu Teleorman, w gminie Cosmești. W 2011 roku liczyła 1077 mieszkańców.